# Conopias cinchoneti
Conopias cinchoneti là một loài chim trong họ Tyrannidae.